# Civilrättsligt samarbete inom Europeiska unionen
Europeiska unionens civilrättsliga samarbete är ett av Europeiska unionens politikområden och en del av befogenhetsområdet området med frihet, säkerhet och rättvisa. Samarbetet bygger på ömsesidigt erkännande av nationella domar på det civilrättsliga området samt gemensamma bestämmelser om bland annat tillämplig lag vid gränsöverskridande tvister.
Det civilrättsliga samarbetet tillkom genom Maastrichtfördraget, som trädde i kraft den 1 november 1993. Genom Amsterdamfördraget överfördes det civilrättsliga samarbetet från den mellanstatliga tredje pelaren rättsliga och inrikes frågor till den överstatliga pelaren Europeiska gemenskaperna. Sedan Lissabonfördraget trädde i kraft den 1 december 2009 omfattas det civilrättsliga samarbetet av artikel 81 i fördraget om Europeiska unionens funktionssätt. Europaparlamentet och Europeiska unionens råd lagstiftar i enlighet med det ordinarie lagstiftningsförfarande, utom i frågor som rör familjerätt, som omfattas av ett särskilt lagstiftningsförfarande.

## Beståndsdelar
Det civilrättsliga samarbetet innefattar flera olika beståndsdelar:

### Bestämmelser om tillämplig lag vid tvister
Genom Rom I-förordningen och Rom II-förordningen har unionen fastställt gemensamma bestämmelser för vilken lag som är tillämplig vid gränsöverskridande tvister.
Genom Rom III-förordningen finns även vissa bestämmelser om tillämplig lag vid äktenskapsskillnad och hemskillnad. Denna gäller dock bara de medlemsstater som deltar i förordningen genom ett fördjupat samarbete.
En särskild förordning rör tillämplig lag i frågor som rör underhållsskyldighet. En annan förordning rör specifikt tillämplig lag vid arv.

### Bestämmelser om domstolars behörighet och ömsesidigt erkännande av domar
Genom Bryssel I-förordningen och Bryssel II-förordningen har unionen fastställt gemensamma bestämmelser om vilken domstol som är behörig att pröva en tvist. Förordningarna innefattar även bestämmelser om erkännande och verkställighet av nationella domar.
En särskild förordning rör domar och samarbete i frågor som rör underhållsskyldighet. En annan förordning rör specifikt domstolars behörighet vid arv.
Genom en förordning erkänner medlemsstaterna även ömsesidigt varandras skyddsåtgärder i civilrättsliga frågor.

### Insolvensförfaranden
En särskild förordning gäller för insolvensförfaranden.

### Kvarstad på bankmedel
Genom en förordning har ett gemensamt förfarande för kvarstad på bankmedel i mål och ärenden av privaträttslig natur inrättats.

### Samarbete mellan domstolar
Det civilrättsliga samarbetet innefattar även samarbete mellan de nationella domstolarna i fråga om bevisupptagning i mål och ärenden av civil eller kommersiell natur, liksom samarbete kring delgivning av rättegångshandlingar och andra handlingar i mål och ärenden av civil eller kommersiell natur.

### Förmögenhetsförhållanden
Genom ett fördjupat samarbete finns även särskilda förordningar som reglerar tillämplig lag och domstolars behörighet vid prövning av tvister som rör makars eller partners förmögenhetsförhållanden.

### Skydd för personer som deltar i den offentliga debatten mot uppenbart ogrundade anspråk eller rättegångsmissbruk
Sedan 2024 innefattar det civilrättsliga samarbetet även ett direktiv om skydd för personer som deltar i den offentliga debatten mot uppenbart ogrundade anspråk eller rättegångsmissbruk.

### e-Codex-systemet och andra digitala system
Ett e-Codex-system har inrättats inom EU för att underlätta gränsöverskridande utbyte av uppgifter på det civilrättsliga och straffrättsliga området.
En annan förordning reglerar digitalisering av rättsligt samarbete och tillgång till rättslig prövning i gränsöverskridande frågor på privaträttens och straffrättens område.

### Programmet för rättsliga frågor
Som en del av Europeiska unionens budget finns ett särskilt program för rättsliga frågor som stöder bland annat det civilrättsliga samarbetet mellan medlemsstaterna.